# Spoliarium
Spoliarium est une huile sur toile réalisée par le peintre philippin Juan Luna en 1884.
Exposée à l'Exposition nationale espagnole des beaux-arts en 1884, son auteur en obtient la médaille de Première classe. Spoliarium est l'huile sur toile la plus importante et de plus grande valeur de Juan Luna. C'est aussi la plus grande peinture des Philippines.

## Contexte

### Contexte de l'œuvre
Juan Luna réalise cette peinture à Rome en huit mois, de juillet 1883 à mars 1884,,.
Spoliarium a d'abord été exposée à Rome, puis a été présentée à l'Exposition nationale espagnole des beaux-arts en 1884, où Juan Luna obtient pour sa toile la médaille de Première classe (la plus importante). Ambeth Ocampo (en) écrivit à ce sujet « le fait est que quand Luna et Félix Resurrección Hidalgo (es) ont gagné le plus haut prix de l'Exposition de Madrid de 1884, ils ont prouvé au monde que les Indiens pouvaient, malgré leur race supposée barbare, peindre mieux que les Espagnols qui les avaient colonisés. » Elle a ensuite été exposée à Paris en 1886, où Luna obtient la médaille de bronze,.

### Destination de l'œuvre
En 1886, l'œuvre est vendue à la députation provinciale de Barcelone (sorte de conseil départemental de Barcelone) au prix de 20 000 pesetas. Elle est conservée au musée d'art moderne de Barcelone.
Mais lors de la guerre civile espagnole, l'œuvre est endommagée, et le 16 janvier 1958, alors que le tableau est envoyé à Madrid pour être restauré au musée du Prado, le dictateur Francisco Franco en fait don au gouvernement des Philippines à l'occasion du centenaire de la naissance de Juan Luna, bien qu'il n'appartenait pas à l'État,.
Il appartient désormais au musée national des Philippines, où il occupe une place de choix puisque c'est la première œuvre que voit le spectateur lorsqu'il entre dans le musée.

## Analyse
Le tableau représente une scène de spolio, c'est-à-dire de dépouillement : à l'époque de la Rome antique, le spoliarium était une pièce disposée sous le Colisée où les gladiateurs tombés au combat étaient dépouillés de leurs armes et armures, remises à leurs lanistes.
Au centre de la composition se trouvent des gladiateurs morts traînés vers le spoliarium par le personnel de l'amphithéâtre. À gauche, des spectateurs. Contrebalançant avec la partie gauche chargée d'émotions, la droite de la composition est plus obscure, de ton et de thème : dans l'obscurité, un vieillard semble chercher son fils au moyen d'une torche, et une femme pleure la mort de son aimé. Les lignes verticales, sur les Romains, représentent la force et la stabilité tandis que les lignes horizontales, sur les gladiateurs, expriment la sérénité et le repos. Il y a enfin des lignes horizontales sur les bras des hommes traînant les corps.
Juan Luna utilise de lourds et violents coups de pinceau pour exprimer sa colère sur les abus et la cruauté de ces temps, ce qui est une métaphore du traitement fait aux Philippins par les Espagnols. Il utilise des couleurs et des lignes indiquant qu'il représente le pathos et la barbarie d'un empire décadent. Cette scène représente la situation désespérée des vaincus qui n'étaient rien que des butins de guerre, de tyrans, de rois.
José Rizal évoque l'œuvre dans son livre Political and Historical Writings :

« Dans ce tableau qui n'est pas muet, on peut entendre le tumulte de la multitude, les cris des esclaves, le crissement métallique de l'armure des cadavres, les soupirs des endeuillés, les murmures des prieurs avec autant de vigueur et de réalisme que quand on entend le vacarme du tonnerre au milieu du craquement des chutes d'eau de l'impressionnante et affreuse peur du tremblement de terre.
Il exprime l'esprit de notre vie sociale, morale et politique, l'humanité sujette aux dures épreuves ; l'humanité damnée ; la raison et l'espoir dans une lutte ouverte avec les préoccupations, le fanatisme et l'injustice. »

León María Guerrero décrit le tableau puis analyse sa portée sociale en reprenant des mots de José Rizal :

« Le Spoliarium de Luna, avec ses cadavres sanglants de gladiateurs esclaves qui sont traînés hors de l'arène où ils ont diverti leurs oppresseurs romains avec leurs vies (...) incarnait l'essence de notre vie sociale, morale et politique : l'humanité vit une dure épreuve, l'humanité damnée, la raison et l'idéalisme en lutte ouverte avec les préjugés, le fanatisme et l'injustice. »

## Postérité
Le compositeur philippin Ryan Cayabyab (en) a composé l'opéra Spoliarium (2006), qui relate la création de la peinture de Juan Luna ainsi que le procès de celui-ci pour le meurtre de sa femme. La soprano Fides Cuyugan-Asensio en écrivit le livret.
Le groupe de rock philippin Eraserheads (en) a composé un single intitulé Spoliarium dans leur album Sticker Happy (en) (1997) qui évoquerait le viol et le suicide de Pepsi Paloma.
La peinture est mentionnée par la poétesse philippine Ma. Luisa Aguilar Igloria (en) dans son recueil Juan Luna's Revolver (2009) et par le romancier philippin Miguel Syjuco (en) dans son roman Ilustrado (2011).